# Певунов, Виктор Иванович
Виктор Иванович Певунов (14 января 1923, Пады, Саратовская губерния — 31 августа 1943, Харьковская область) — командир огневого взвода стрелкового полка, участник Великой Отечественной войны, Герой Советского Союза (1944).

## Биография
Родился 14 января 1923 года в селе Пады ныне Балашовского района Саратовской области.
С 1941 года в рядах Красной Армии. С 1942 года участник боёв Великой Отечественной войны на Сталинградском, Воронежском и Степном фронтах.
Особенно отличился в бою 7 июля 1943 года. Три дня подразделение Певунова держало оборону возле деревни Мясоедово. За это время взвод Певунова уничтожил более десятка танков и автомашин, а также до роты немецких солдат. Певунов успешно заменил выбывшего командира батареи.
31 августа 1943 года погиб в бою.
Указом Президиума Верховного Совета СССР «О присвоении звания Героя Советского Союза генералам, офицерскому, сержантскому и рядовому составу Красной Армии» от 22 февраля 1944 года за «образцовое выполнение боевых заданий командования при форсировании реки Днепр, развитие боевых успехов на правом берегу реки и проявленные при этом отвагу и геройство» удостоен посмертно звания Героя Советского Союза.

## Награды
- Медаль «Золотая Звезда».
- Орден Ленина.
- Медаль «За отвагу».
- Медаль «За оборону Сталинграда».

## Память
На родине героя в парке Славы села Пады в 2015 году ему открыт памятник, а в конце 2019 года на здании сельской школы установлена мемориальная доска.